# دفاع عن النفس

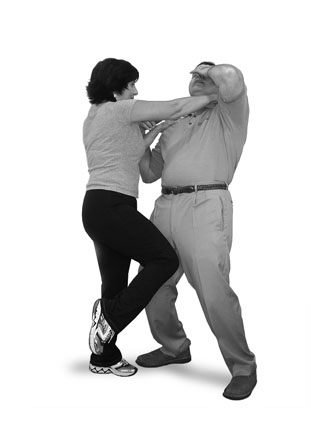

الدفاع عن النفس، إجراء وقائي يتضمن الدفاع عن صحة وعافية المرء من الأذى. استخدام حق الدفاع عن النفس كمبرر قانوني لاستعمال القوة في وقت الخطر أمر مشروع لدى العديد من السلطات القضائية.

## المادي

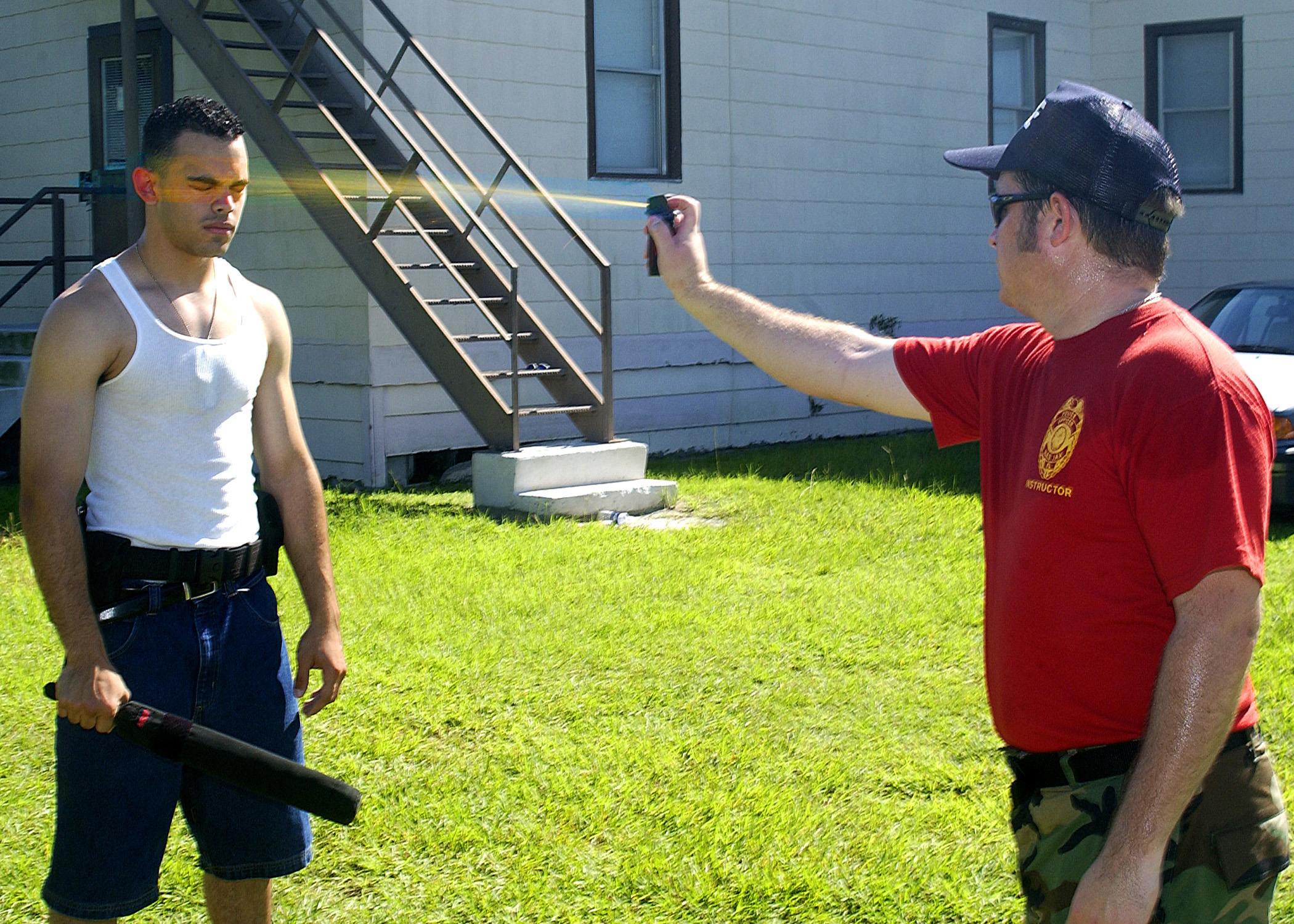
عرض رشاش الفلفل

الدفاع المادي عن النفس هو استخدام القوة المادية في مواجهة خطر فوري يشمل التعرض للعنف. يمكن لتلك القوة أن تكون مسلحة أو غير مسلحة. وفي كلتا الحالتين، تعتمد فرص النجاح على متغيرات عديدة، تتعلق بمدى خطورة التهديد من جهة، وعلى الجاهزية النفسية والجسدية للمدافع عن نفسه من جهة أخرى.

### غير المسلح
تمارَس العديد من أشكال الفنون القتالية لأغراض الدفاع عن النفس، أو أنها تتضمن تقنيات للدفاع عن النفس. بعض أشكال الفنون القتالية موجهة بالأساس لأغراض الدفاع عن النفس، في حين يمكن تطبيق بعض رياضات الفنون القتالية أو رياضات المصارعة بشكل فعال لأغراض الدفاع عن النفس. تمرن بعض الفنون القتالية على كيفية الهروب من تهديد سكين أو سلاح ناري، أو كيفية الهروب من لكمة، في حين يمرن بعضها الآخر على الهجوم. تستخدم العديد من مدارس الفنون القتالية المعاصرة مزيجًا من أشكال الفنون القتالية وتقنياتها؛ بهدف توفير طرق أكثر عملية للدفاع عن النفس، وهي توفر عادةً تدريبًا مخصصًا للدفاع عن النفس بما يناسب كل فرد.

### المسلح
يمكن استخدام أنواع عديدة من الأسلحة لأغراض الدفاع عن النفس. يعتمد اختيار الأنسب بينها على شكل التهديد المواجَه، والضحية أو الضحايا، وخبرة المدافع عن نفسه. تؤثر القيود القانونية أيضًا بشكل كبير على خيارات الدفاع عن النفس.
في العديد من الحالات هناك أيضًا قيود قانونية. وفي حين تصرح بعض السلطات القضائية بالسماح بحمل الأسلحة النارية بشكل معلن أو مخفي بهدف الدفاع عن النفس، فإن العديد من السلطات القضائية تفرض قيودًا محكمة على من يحق له امتلاك السلاح، وما الأنواع المسموح بامتلاكها. حتى السكاكين -وخاصةً المصنفة على أنها من نوع المدية النابضية- يمكن أن تكون مُتحَكماً بها قانونيًّا، وكذلك الأمر بالنسبة للهراوات ورشاش الفلفل والصاعقات ومسدسات الصعق الشخصية، لكن بعضها يمكن أن يكون حمله قانونيًّا برخصة أو لمهن معينة.
في معظم الأماكن، من القانوني امتلاك وحمل مرذذات الدفاع عن النفس ذات الصبغات اللونية المائية غير القابلة للإزالة، أو وضع العلامات بالمياه الذكية، أو مرذذات التعليم بالحمض النووي لربط مشتبه به بمكان الجريمة.
يمكن أيضًا استخدام الأغراض اليومية كأسلحة مرتجلة لأغراض الدفاع عن النفس، فمثلًا يمكن استخدام المصابيح اليدوية ومضارب البيسبول والجرائد وحمالات المفاتيح وأدوات المطبخ وأدوات أخرى، وعبوات مرذذ الشعر ذات الغاز المضغوط مع قداحة.

### الدفاع اللفظي عن النفس
يعرّف الدفاع اللفظي (أو الشفوي) عن النفس على أنه استعمال الكلمات «لمنع، أو خفض تصعيد، أو إنهاء محاولة اعتداء».

## دفاع المرأة عن نفسها
وفقًا لإحصاءات ضحايا العنف الجنسي التي نشرتها الشبكة الوطنية للاغتصاب والاعتداء وزنا المحارم RAINN، فإن نحو «80 بالمئة من الضحايا اليافعين إناث و90 بالمئة من ضحايا الاغتصاب نساء بالغات». بالإضافة إلى ذلك، ترتفع خطورة تعرض النساء في الفئة العمرية من 18 سنة إلى 34 سنة للاعتداء الجنسي. وفقًا للمؤرخة ويندي راوز في كتابها بطلة نفسها: جذور حركة دفاع المرأة عن نفسها، فقد ظهر تدريب النساء على الدفاع عن النفس في بدايات القرن العشرين في الولايات المتحدة والمملكة المتحدة على التوازي مع حركة حقوق المرأة وحق التصويت للمرأة. سعت تلك النسويات الرائدات لنشر الوعي عن ظاهرة التحرش الجنسي والعنف الذي تتعرض له النساء في الشارع والعمل وفي المنزل. قمن بتحدي المعتقد السائد بأن الرجال هم «حُماتهنَّ الطبيعيون» مشيرين إلى أن الرجال في أغلب الأحيان هم الذين يرتكبون العنف ضد النساء. وجدت النساء في التدرب على الملاكمة والجوجيتسو ما يقويهن جسديًّا ونفسيًّا. وازى الاهتمامَ بدفاع المرأة عن نفسها موجاتٌ متلاحقة من حركات حقوق المرأة وخاصة مع صعود الموجة الثانية للنسوية في ستينات وسبعينات القرن العشرين والموجة الثالثة للنسوية في تسعينات القرن العشرين. تركز دورات الدفاع عن النفس للتمكين اليوم على تعليم استراتيجيات الدفاع اللفظي والنفسي عن النفس بالإضافة إلى الدفاع المادي. تستكشف دورات الدفاع عن النفس للتمكين مصادر العنف المبني على النوع الجنسي وخصوصاً ما يرتبط بصِلاته مع التمييز الجنسي والعرقي والطبقي. يركز معلمو الدفاع عن النفس للتمكين على تحميل الجناة مسؤولية أفعالهم مع تمكين المرأة عبر فكرة أنها تملك كلًّا من الحق والقدرة على حماية نفسها.

## تعليم الدفاع عن النفس
تُدرس تقنيات الدفاع عن النفس والسلوك الصحيح عند التعرض لتهديد بالعنف بشكل ممنهج في صفوف الدفاع عن النفس. يعد تعليم الدفاع عن النفس بشكل تجاري جزءًا من مجال العمل في الفنون القتالية بمعناه الأشمل، ويعطي العديد من مدربي الفنون القتالية دروسًا في الدفاع عن النفس. وفي حين يمكن القول عن كل أشكال الفنون القتالية أن لها تطبيقات للدفاع عن النفس، فإن دروس الدفاع عن النفس يسوق لها بشكل صريح على أنها موجهة للفعالية ومكثفة للتعامل مع المواقف كما يمكن أن تحدث في العالم الحقيقي. تدرس العديد من المناهج بشكل تجاري، والعديد منها مفصل لتلبية حاجات جمهور معين مستهدف (مثل الحماية من الاغتصاب للنساء، والدفاع عن النفس للأطفال والمراهقين). يجب أن يكون الحفاظ على سلامة الناس في مقدمة أي منهج لتعليم الدفاع عن النفس. أفضل نصيحة يوجهها أي مدرب دفاع عن النفس هي التالية: «إذا كنت تتعرض للسرقة، أأمن شيء تفعله أن تعطي الجناة ما يريدون وتتركهم بحال سبيلهم. ليس في محفظتك ما يستحق الموت لأجله». من أهم مناهج الدفاع ضد الاعتداء المسلح التي تدرس بشكل تجاري:
- النسخ المدنية من القتاليات العسكرية الحديثة، ككراف مغا، وديفيندو، وسبير، وسيستيما.
- الجوجتسو والفنون المشتقة منه كالأيكيجوجيتسو، والأيكيدو، والبارتيستو، والجوجتسو الألماني، وكودوكان غوشين جوتسو.
- محاكاة السرقة
- أساليب القتال التقليدية غير المسلحة كالكاراتيه، والتايكوندو، والكونغ فو، والهابكيدو، وبينكاك سيلات ...إلخ. يمكن أن تستخدم هذه الأساليب للمنافسة أيضًا.
- أساليب القتال التقليدية المسلحة مثل كالي وإسكريما وأرنيس. وتشمل هذه المنافسة، بالإضافة إلى القتال المسلح وغير المسلح.
- الأساليب غير المسلحة الموجهة لقتال الشوارع مثل جيت كون دو، وكاجوكينبو، وَوُون سونغ دو، وأسلوب قتال كيسي.
- الرياضات القتالية، كالملاكمة، والكيك بوكسينغ، والمواي تاي، والملاكمة الفرنسية (السافات)، والشوت بوكسينغ، والشانشو، وقتال الاشتباك، والجودو، والجوجتسو البرازيلية، والسامبو، والفنون القتالية المختلطة، والمصارعة. الأبعاد القانونية تطبيق القانون في أي حالة معطاة، من الصعب تحديد إذا ما كان استعمال القوة مفرطًا. قد تصعب الموافقة بين السماح باستخدام قوى كبيرة وحقوق الإنسان.

حكمت محكمة الشعب المتوسطة في فوشان، جمهورية الصين الشعبية عام 2009 في قضية قُتل فيها السارق أثناء محاولة هروبه على أنها حق مشروع في الدفاع عن النفس لأن «السرقة كانت لا تزال جارية» في حينها.
في الولايات المتحدة بين عامي 2008 و2012، كانت حالة وفاة واحدة من بين كل 38 وفاة متعلقة بإطلاق نار تقريبًا (والتي تشمل القتل والانتحار والموت غير المقصود) تعتبر حالة قتل مبرر، وفقًا لمركز سياسة العنف.